# ほしをつぐもの
『ほしをつぐもの』は、ビートたけし主演の日本映画である。1990年2月全国松竹系ほかで公開。
同じくたけし主演の『その男、凶暴につき』は暴力シーンが売りで、キャッチフレーズは「コドモには見せるな……」だったが、この作品のキャッチフレーズはうってかわって「子供に見せろ!」だった。
たけしの初プロデュース作品であり、ピンク映画で名を馳せていたガイラこと小水一男の一般映画初監督作品である。

## 出演者
- ビートたけし：山の人
- 田中邦衛：吉田健児
- 吉村実子：吉田慶子
- 水島新太郎：慶一
- 前田武彦：専務
- 斉藤晴彦：医師
- 洞口依子：テレビのレポーター
- 高橋恵子：健児の母
- 足立龍児：少年時代の健児
- 脇田麻衣子：梅津茂子
- 藤波俊一：大石治郎
- 小磯奈美：坂元和子
- 宇田川大：白坂洋一
- 高橋一生：遠藤正平
- 松下一矢：健
- 岡坂あすか：直美

## ストーリー
同期入社の専務から繰り上げ定年を勧められていた矢先、健児は脳梗塞で意識を失う。昏睡状態で見た夢は、戦時中に疎開先から集団脱走した時の体験だった……。